# Urheberrecht (DDR)
Das Urheberrecht bezeichnete in der DDR ein subjektives Recht, das als „sozialistisches Persönlichkeitsrecht“ mit vermögensrechtlichen und nichtvermögensrechtlichen Befugnissen ausgestaltet war. Damit unterschied es sich grundlegend von der Konzeption des geistigen Eigentums in der Bundesrepublik Deutschland. Geregelt war das Urheberrecht seit dem 13. September 1965 im Gesetz über das Urheberrecht (URG) (GBl. I S. 209). Anders als in der Bundesrepublik enthielt dieses Gesetz auch das Urhebervertragsrecht. Sein Ziel war die „Verbindung der persönlichen Interessen der Urheber mit dem gesellschaftlichen Interesse“ (§ 1 Abs. 1 URG).

## Sachrecht

### Urheberrecht als sozialistisches Persönlichkeitsrecht
Nicht geschützt war die Verbreitung von Werken, die nicht dem gesellschaftlichen Fortschritt, der Verbreitung humanistischer Ideen und der Sicherung des Friedens und der Völkerfreundschaft dienen (§ 1 Abs. 1 URG), d. h. Werke, „mit denen der Krieg verherrlicht wird, chauvinistische und rassistische Ideen verbreitet werden und die Jugend moralisch vergiftet wird“. Der Werkbegriff wurde in § 2 URG eingeführt: Geschützt waren Werke der Literatur, der Kunst und der Wissenschaft, die in einer objektiv wahrnehmbaren Form gestaltet sind und eine individuelle schöpferische Leistung darstellen. In § 2 Abs. 2 URG folgte eine beispielhafte (nicht abschließende) Auflistung der wichtigsten Werktypen. Computerprogramme galten als nicht schutzfähig.
Das Urheberrecht war untrennbar mit der schöpferischen Tätigkeit selbst verbunden und konnte somit nur dem Urheber selbst zustehen. Juristische Personen konnten nicht Inhaber eines Urheberrechtes sein.
Als Ausgleich für seine gesellschaftlich nützliche Tätigkeit konnte der Urheber eine Vergütung erhalten, die sich nach gesetzlichen Kriterien bemaß. Maßstab hierfür war nicht die geleistete Arbeit, sondern das produzierte Werk.
Da das Urheberrecht ein Persönlichkeitsrecht war, konnte es nicht übertragen werden.
Daneben kannte das URG der DDR – ebenso wie die meisten Urheberrechtsordnungen – im zweiten Teil unter der Überschrift „Angrenzende Rechte“ vom Gesetz so genannte Leistungsschutzrechte, die unter anderem den ausübenden Künstler schützten (§ 73 URG).
Die urheberrechtliche Schutzfrist endete 50 Jahre nach dem Tod des Urhebers zum Jahresende (§ 33 Abs. 1 URG), Leistungsschutzrechte bestanden für die Dauer von 10 Jahren (§ 82 URG).
Einzige Verwertungsgesellschaft und Pendant zur GEMA war die Anstalt zur Wahrung der Aufführungs- und Vervielfältigungsrechte auf dem Gebiet der Musik (AWA). Für den internationalen Urheberrechtsverkehr, insbesondere die Vergabe und Verwaltung von Lizenzausgaben in das Ausland war das Büro für Urheberrechte (BfU) in Berlin (Ost) zuständig.

## Internationales Urheberrecht
Die DDR war Mitgliedstaat der RBÜ, des WUA und der WIPO. Die DDR konnte aber bis zur internationalen Anerkennung und der Aufnahme in die UNO 1972 ihre Mitgliedschaft nicht voll ausüben.

## Urhebervertragsrecht
Das Urhebervertragsrecht (§§ 36–72 URG) war der Privatautonomie weitgehend entzogen. Individuelle Vereinbarungen waren meist nicht möglich, sondern wurden durch (rechtlich nicht verbindliche) Musterverträge ersetzt.

## Gerichtliche Zuständigkeit
Das Bezirksgericht Leipzig war ab 1974 in erster Instanz für Rechtsstreitigkeiten auf dem Gebiet des Urheberrechts ausschließlich zuständig (vorrangig auch gegenüber den Konfliktkommissionen und dem Staatlichen Vertragsgericht).

## Einigungsvertrag
Mit dem Einigungsvertrag vom 3. Oktober 1990 gilt das Gesetz über Urheberrecht und verwandte Schutzrechte im gesamten Deutschland. Nach Anlage I, Kapitel III, Sachgebiet E: Gewerblicher Rechtsschutz, Recht gegen den unlauteren Wettbewerb, Urheberrecht, Abschnitt II Absatz 2 des Einigungsvertrages vom 31. August 1990 (Bundesgesetzblatt II, Seite 889) gilt es auch für Werke, die im Beitrittsgebiet vor dem Beitritt geschaffen wurden. Dies führte zum Teil zum nachträglichen Wiederaufleben von urheberrechtlichem Schutz.